# Juan Sativo
Juan Alberto Salazar Rodríguez (Santiago,Chile,23 de agosto de 1976), más conocido por sus nombres artísticos Juan Sativo y Juan Pincel, es un MC chileno, conocido por ser uno de los fundadores del grupo Tiro de Gracia.
Se destaca al ser uno de los precursores del hip hop chileno y posiblemente el más conocido junto a Tiro de Gracia por su destacado álbum Ser humano!! que los transformaron en los más conocidos del género a nivel nacional y de los más influyentes a nivel latinoamericano, aunque después de este disco, tuvieron una gran baja de popularidad.
A través de los años, y después del gran éxito de Ser humano!!, comenzó a variar su estilo musical incorporando otros ritmos como el Reggae Roots, Soul, Funk y Rhythm and blues, aumentando las audiencias del grupo y demostrando una versatilidad sin paralelos tanto local como internacionalmente. 
Siendo ampliamente reconocido a nivel latinoamericano como uno de los mejores exponentes en la historia de género, Sativo ha logrado consolidar una exitosa carrera como solista, colaborando con muchos músicos de gran impacto como Nicoles, Fidel Nada, Hordatoj, Espartaco, Seo2 y Nick Calaveras entre otros.
En 2021 junto al rapero F Brant, formó el grupo de hip hop Soul Fellas.
Su nombre artístico proviene del nombre científico de la marihuana, Cannabis sativa.

## Discografía

### Con Tiro de Gracia
- Homosapiens (1992) (demo)
- Arma Calibrada (1993) (demo)
- Ser humano!! (1997 - EMI, reeditado el 2011)[2]
- Decisión (1999 - EMI)
- Retorno de misericordia (2001 - EMI)
- Patrón del vicio (2003 - EMI)
- Impacto certero (2004 - EMI)
- Música de vida (2010 - EMI) [cita requerida]

## Colaboraciones
| Año  | Canción                                                           | Álbum                           |
| ---- | ----------------------------------------------------------------- | ------------------------------- |
| 1997 | "Cuerpo y Alma" (con Castro Family Crew)                          | Viviendo                        |
| 1997 | "Cha cha chá" (con Los Tetas)                                     | ChaChaCha EP                    |
| 2005 | "Lady" (con Quique Neira)                                         | Cosas buenas                    |
| 2005 | "Por más que" (con Quique Neira)                                  | Cosas buenas                    |
| 2006 | "Viviendo el Día" (con C-Funk)                                    | Joya                            |
| 2006 | "Esa Música" (con Bitman & Roban)                                 | Música Para Después De Almuerzo |
| 2007 | "Levantate" (con Jota Droh)                                       |                                 |
| 2008 | "Huaiquiman y Tolosa" (con C-Funk)                                | Huaiquiman y Tolosa 2           |
| 2008 | "Niña" (con Juan Antonio Labra)                                   |                                 |
| 2009 | "Lanzando Balas" (con Diegoego)                                   | Lanzando Balas                  |
| 2009 | "Nadie quiere ver" (con Espartaco)                                | Las ovejas                      |
| 2010 | "Cuerpo Y Alma" (con Seo2)                                        | Por Puro Amor Al Rap            |
| 2010 | "Insaciables (official remix)" (con Aisack & Giovanni)            |                                 |
| 2010 | "Vete" (con Tea Time & Nick Calaveras)                            | La Receta                       |
| 2011 | "Romance de Barco Y Junco" (con Chancho en Piedra y Pedro Piedra) | Otra Cosa es con Guitarra       |